# Colomers
Colomers település Spanyolországban, Girona tartományban. Colomers Vilopriu, Jafre, Foixà és Sant Jordi Desvalls községekkel határos. Lakosainak száma 205 fő (2024).

## Népesség
A település népessége az elmúlt években az alábbi módon változott:
| Lakosok száma | 250  | 456  | 367  | 287  | 214  | 202  | 195  | 195  | 176  | 205  |
|               | 1717 | 1887 | 1936 | 1960 | 1986 | 2004 | 2009 | 2014 | 2019 | 2024 |